# Carlos Patiño
Carlos Patiño (Santa María del Campo Rus (Cuenca), 1600 – Madrid, 15 september 1675) is een Spaanse componist, kapelmeester en organist.

## Leven en werk
Patiño geldt als een van de meest vooraanstaande componisten tijdens het bewind van koning Filips IV van Spanje. Mogelijk werd hij in de studie van de muziek ingewijd in een klooster van zijn geboorteplaats en werd hij zanger van de plaatselijke kerk. In 1612 werd hij koorknaap aan de kathedraal van Sevilla. Hij werkte er met Francisco Company, Juan de Vaca en bovenal met de kapelmeester Alonso Lobo; degene die de meeste invloed op zijn vorming heeft gehad. In 1623, het jaar nadat hij een huwelijk was aangegaan met Laura María de Vargas, bracht hij het tot kapelmeester en organist van de Sagrario van de kathedraal van Sevilla. In 1628 werkte hij in het klooster van de Vleeswording (Monasterio de la Encarnación) en hetzelfde jaar werd hij tot kapelmeester benoemd van de Madrileense Koninklijke Kapel (de Real Capilla) in opvolging van zijn rivaal, de “Vlaming” Mathieu Rosmarin (Mateo Romero), en rector van het college van de koorknapen.
Hoewel hij goed op de hoogte was van de internationale ontwikkelingen in de muziek van zijn tijd, verkoos hij de polyfonie van de Spaanse school van een Francisco Guerrero, die hij had leren kennen via zijn leraar Alonso Lobo, zelf een leerling van Guerrero. Toch wist Patiño zich aan de nieuwe stromingen van zijn tijd aan te passen: de volle Spaanse barok, met al wat dat aan vernieuwingen en veranderingen veronderstelt.
Een belangrijk deel van Patiño’s oeuvre is niet alleen bij de brand van het Alcázar van Madrid in rook opgegaan, maar ook bij de vernietiging van de bibliotheek van Johan IV van Portugal na de aardbeving van 1755. Alles bij elkaar genomen is van deze componist in de eerste plaats geestelijk vocaal werk overgebleven. Al zijn motetten, hymnen, villancico’s en missen zijn door toedoen van musicoloog Lothar Siemens overgeleverd in getranscribeerde of gekopieerde vorm, in verschillende delen, in het instituut voor religieuze muziek van de deputatie van Cuenca, het Instituto de Música Religiosa de la Diputación de Cuenca. Naast deze geestelijke werken schreef Patiño echter ook Tonos humanos: madrigalen en liederen met wereldlijke of theatrale onderwerpen.
Ofschoon Carlos Patiño de Nieuwe Wereld nooit heeft gezien, werden zijn geestelijke werken daar niettemin aangetroffen, hetgeen de indruk wekt dat hij daar een groot prestige heeft genoten; kopieën van zijn partituren zijn aangetroffen op tal van plaatsen in de Andes. Aanwijzingen in de kopieën van de werken zelf geven aan dat ze nog in de tweede helft van de 18e eeuw zijn uitgevoerd, wat wijst op een hardnekkige historische continuïteit.
- Biblioteca Nacional de España: XX1077544
- Bibliothèque nationale de France: cb140379146 (data)
- Catàleg d'autoritats de noms i títols de Catalunya: 981058518227906706
- Gemeinsame Normdatei: 119045214
- International Standard Name Identifier: 0000 0000 8143 8485
- Library of Congress Control Number: n89628296
- Nationale Bibliotheek van Letland: 000067739
- MusicBrainz: e86d5faa-69e2-48c2-9a89-b3b3aa933372
- Nederlandse Thesaurus van Auteursnamen: 133535053
- Istituto Centrale per il Catalogo Unico: MILV362608
- SNAC: w6nz8gx9
- Système universitaire de documentation: 159840783
- Virtual International Authority File: 64206813
- WorldCat: E39PBJd3P9M87TjKMj96F6Vt8C